# بيلي جو بوث
بيلي جو بوث (بالإنجليزية: Billy Joe Booth)‏ هو لاعب كرة القدم الكندية أمريكي، ولد في 7 أبريل 1940 في مندن في الولايات المتحدة، وتوفي في 30 يونيو 1972 في Dorchester, Ontario ‏ في كندا.